# Coulouvray-Boisbenâtre
Coulouvray-Boisbenâtre est une commune française, située dans le département de la Manche en région Normandie, peuplée de 529 habitants.

## Géographie
La commune est au nord-est de l'Avranchin et au nord-ouest du Mortainais, sur les hauteurs les séparant du Bocage virois. Son bourg est à 5,5 km au nord-ouest de Saint-Pois, à 9 km au sud-ouest de Saint-Sever-Calvados, à 9,5 km au nord-est de Brécey et à 12 km au sud-est de Villedieu-les-Poêles. Le territoire de Coulouvray-Boisbenâtre couvre 1 725 hectares.
Le territoire est traversé par la route départementale no 33, passant par le bourg et reliant Saint-Pois au sud-est à Saultchevreuil-du-Tronchet (Villedieu-les-Poêles) au nord-ouest. Elle croise dans le bourg la D 563 qui permet de rejoindre Fontenermont au nord et qui dessert les lieux-dits du sud de la commune avant de retrouver la D 33 au Ny au Jan. Partant de cette section, la D 350 permet de rejoindre Cuves vers le sud. Du carrefour du bourg part la D 281 menant à Saint-Sever-Calvados au nord à travers la forêt. À l'ouest, partant de la D 33, la D 463 retrouve Saint-Laurent-de-Cuves au sud. À l'est, la D 33E2 relie le Ny au Jan au Gast. L'accès à l'A84 est à Fleury (échangeur 37) et à La Colombe (échangeur 38) à 15 km au nord-ouest, à proximité de Villedieu-les-Poêles.
Le territoire — et en particulier le bourg — est sur la ligne de partage des eaux entre la Sienne et la Sée. La partie au nord de la D 33 est dans le bassin de la Sienne qui délimite la commune au nord, alimentée par quelques courts affluents. Les eaux de la partie sud sont collectées par deux affluents de la Sée et leurs propres affluents. L'ouest est drainé par le ruisseau de Saint-Laurent — qui porte à cet endroit le nom de ruisseau du Moulin de Coulouvray —, et deux de ses affluents : le ruisseau de la Chaussée qui marque la limite ouest et le ruisseau de la Touche. La limite à l'est est matérialisée par le Glanon dont le principal affluent, le ruisseau du Grand Melon, parcourt le sud du territoire.
Le point culminant (315 m) se situe en limite, près du lieu-dit la Guéranterie. Le point le plus bas (130 m) correspond à la sortie du ruisseau de la Chaussée du territoire, au sud-ouest. La commune est bocagère.
| Boisyvon                  | Fontenermont (Calvados) | Saint-Sever-Calvados (Calvados)                                        |
| Saint-Martin-le-Bouillant | Coulouvray-Boisbenâtre  | Le Gast (Calvados)                                                     |
| Saint-Laurent-de-Cuves    | Saint-Laurent-de-Cuves  | Saint-Michel-de-Montjoie (sur quelques dizaines de mètres), Saint-Pois |

### Hydrographie
La commune est située dans le bassin Seine-Normandie. Elle est drainée par la Sienne, le Glanon, le ruisseau de la Chaussee, le ruisseau de Saint-Laurent, le ruisseau du Grand Melon, le cours d'eau 02 de la commune de Coulouvray-Boisbenatre, le fossé 04 de la commune du Gast, le ruisseau de la Touche et divers autres petits cours d'eau,.
La Sienne, d'une longueur de 93 km, prend sa source dans la commune de Noues de Sienne et se jette  dans le golfe de Saint-Malo en limite de Agon-Coutainville et de Regnéville-sur-Mer, après avoir traversé 21 communes. Les caractéristiques hydrologiques de la Sienne sont données par la station hydrologique située sur la commune de Noues de Sienne. Le débit moyen mensuel est de 0,082 m3/s. Le débit moyen journalier maximum est de 0,687 m3/s, atteint lors de la crue du 14 février 2007. Le débit instantané maximal est quant à lui de 1,82 m3/s, atteint le 24 octobre 1998.

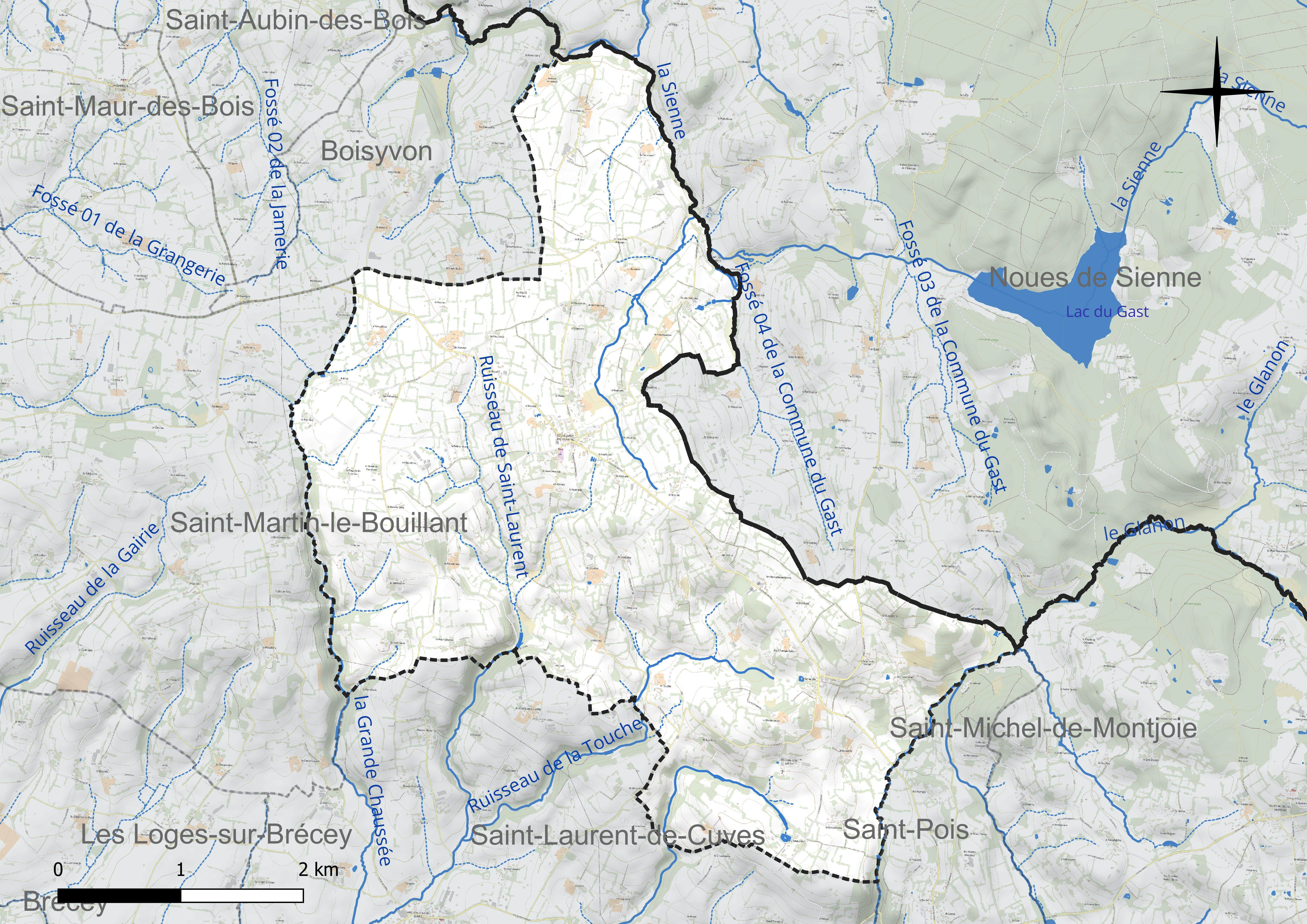
Réseau hydrographique de Coulouvray-Boisbenâtre.

Le Glanon, d'une longueur de 12 km, prend sa source dans la commune de Noues de Sienne et se jette  dans la Sée à Cuves, après avoir traversé six communes. 

### Climat
Le climat qui caractérise la commune est qualifié, en 2010, de « climat océanique franc », selon la typologie des climats de la France qui compte alors huit grands types de climats en métropole. En 2020, la commune ressort du type « climat océanique » dans la classification établie par Météo-France, qui ne compte désormais, en première approche, que cinq grands types de climats en métropole. Ce type de climat se traduit par des températures douces et une pluviométrie relativement abondante (en liaison avec les perturbations venant de l'Atlantique), répartie tout au long de l'année avec un léger maximum d'octobre à février.
Les paramètres climatiques qui ont permis d’établir la typologie de 2010 comportent six variables pour les températures et huit pour les précipitations, dont les valeurs correspondent à la normale 1971-2000. Les sept principales variables caractérisant la commune sont présentées dans l'encadré ci-après.
| Paramètres climatiques communaux sur la période 1971-2000 - Moyenne annuelle de température : 10 °C - Nombre de jours avec une température inférieure à −5 °C : 2 j - Nombre de jours avec une température supérieure à 30 °C : 0,5 j - Amplitude thermique annuelle : 13 °C - Cumuls annuels de précipitation : 1 212 mm - Nombre de jours de précipitation en janvier : 15,3 j - Nombre de jours de précipitation en juillet : 10,1 j |

Avec le changement climatique, ces variables ont évolué. Une étude réalisée en 2014 par la Direction générale de l'Énergie et du Climat complétée par des études régionales prévoit en effet que la température moyenne devrait croître et la pluviométrie moyenne baisser, avec toutefois de fortes variations régionales. La station météorologique de Météo-France installée sur la commune et mise en service en 1988 permet de connaître en continu l'évolution des indicateurs météorologiques. Le tableau détaillé pour la période 1981-2010 est présenté ci-après.
| Mois                                  | jan.             | fév.             | mars        | avril         | mai           | juin           | jui.         | août           | sep.          | oct.            | nov.          | déc.           | année      |
| ------------------------------------- | ---------------- | ---------------- | ----------- | ------------- | ------------- | -------------- | ------------ | -------------- | ------------- | --------------- | ------------- | -------------- | ---------- |
| Température minimale moyenne (°C)     | 1,9              | 2                | 3,7         | 4,7           | 8,1           | 10,4           | 12,4         | 12,5           | 10,4          | 8,1             | 4,5           | 2              | 6,8        |
| Température moyenne (°C)              | 4,3              | 4,9              | 7,1         | 8,8           | 12,5          | 15             | 16,9         | 17,1           | 14,6          | 11,4            | 7,2           | 4,4            | 10,4       |
| Température maximale moyenne (°C)     | 6,6              | 7,9              | 10,6        | 12,9          | 16,9          | 19,7           | 21,4         | 21,7           | 18,8          | 14,7            | 10            | 6,8            | 14         |
| Record de froid (°C) date du record   | −13,5 02.01.1997 | −13,5 07.02.1991 | −8 04.03.05 | −5 04.04.1996 | −1 13.05.10   | 2,5 03.06.1989 | 5,5 01.07.11 | 4,5 26.08.1993 | 3 25.09.02    | −3,5 30.10.1997 | −9 30.11.1989 | −11 29.12.1996 | −13,5 1997 |
| Record de chaleur (°C) date du record | 14,5 16.01.1996  | 20,5 27.02.19    | 23 30.03.21 | 27 21.04.18   | 28,5 27.05.05 | 34,5 29.06.19  | 36 23.07.19  | 36,5 05.08.03  | 32,1 14.09.20 | 27,5 01.10.11   | 21 01.11.15   | 14 17.12.16    | 36,5 2003  |
| Précipitations (mm)                   | 149,2            | 111,5            | 109,4       | 83,6          | 95,5          | 81,3           | 86,1         | 84,5           | 108,1         | 149,1           | 153,6         | 166,4          | 1 378,3    |

## Urbanisme

### Typologie
Au 1er janvier 2024, Coulouvray-Boisbenâtre est catégorisée commune rurale à habitat très dispersé, selon la nouvelle grille communale de densité à sept niveaux définie par l'Insee en 2022.
Elle est située hors unité urbaine et hors attraction des villes,.

### Occupation des sols
L'occupation des sols de la commune, telle qu'elle ressort de la base de données européenne d’occupation biophysique des sols Corine Land Cover (CLC), est marquée par l'importance des territoires agricoles (95,4 % en 2018), une proportion identique à celle de 1990 (95,4 %). La répartition détaillée en 2018 est la suivante : prairies (74,4 %), zones agricoles hétérogènes (13,4 %), terres arables (7,6 %), forêts (3,1 %), zones urbanisées (1,5 %). L'évolution de l’occupation des sols de la commune et de ses infrastructures peut être observée sur les différentes représentations cartographiques du territoire : la carte de Cassini (XVIIIe siècle), la carte d'état-major (1820-1866) et les cartes ou photos aériennes de l'IGN pour la période actuelle (1950 à aujourd'hui).

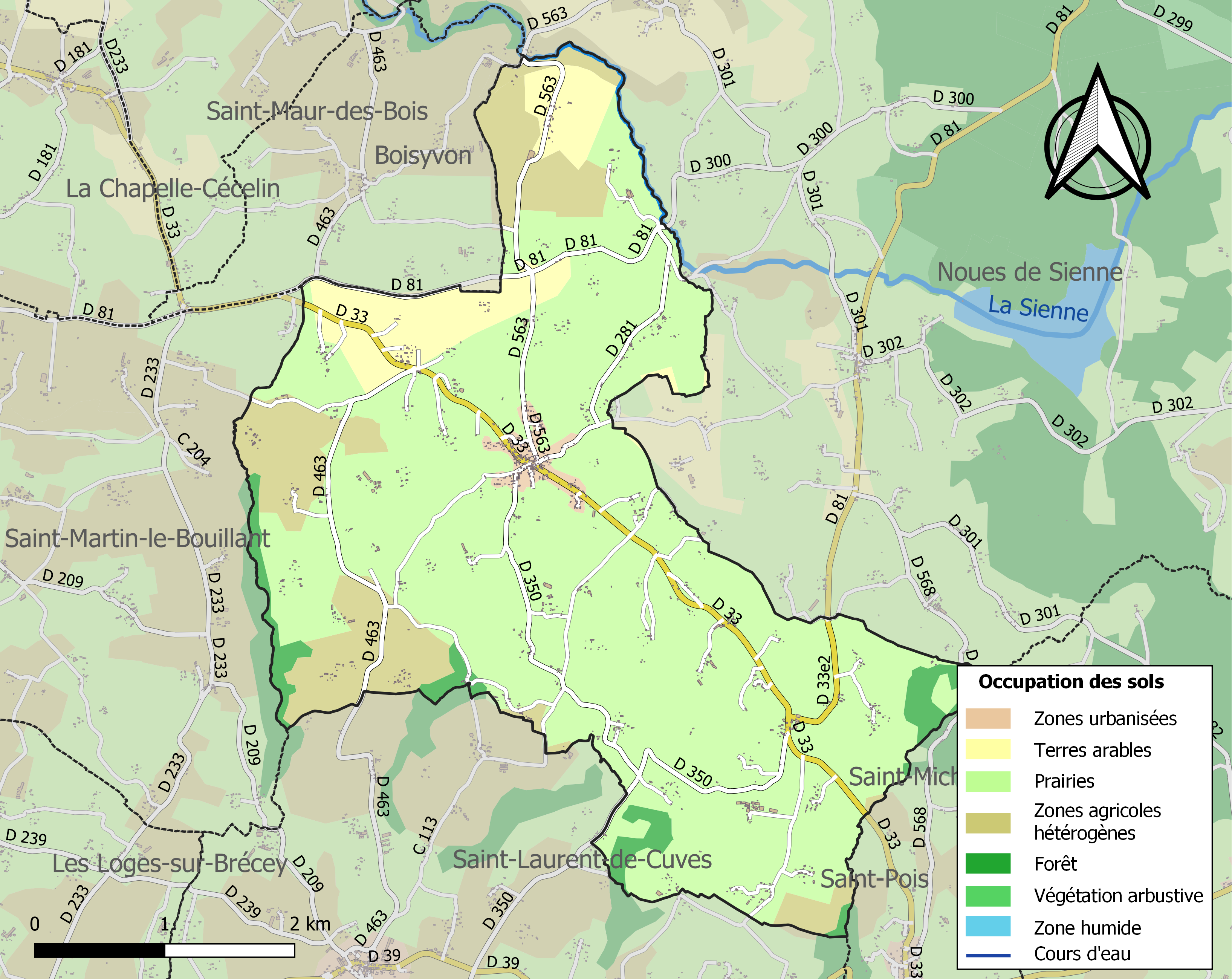
Carte des infrastructures et de l'occupation des sols de la commune en 2018 (CLC).

## Toponymie
Nom créé en 1850 par la fusion des toponymes Coulouvray et Boisbenâtre.

Attesté sous la forme Coulouvray-Boisbenâtre en 1850.
Coulouvray est attesté sous les formes Colovreio en 1184 ; Colovrei vers 1200 ; Coulouvreio en 1238 ; Colouvreio en 1260.

Le toponyme Coulouvray se serait formé à partir du latin colubra, « couleuvre », suffixé de -etum ou -acum.
Boisbenâtre est attesté sous les formes Le Bois Benastre en 1398, ecclesia de Bosco Benastre en 1412 et vers 1480, Boys Benastre vers 1480, Boisbenastre entre 1612 et 1636, Boisebenastre en 1648, Bois Benastres en 1677, Boisbenatre en 1689, Bois benatre en 1694, Bois-Benastre en 1709, Bois Benastres en 1713, Bois benatre en 1716, Bois Benastre en 1719, Bois benâtre en 1720, Bois-Benastres en 1735 et en 1763, Boisbena[tre] entre 1740 et 1756, Boisbenatre entre 1753 et 1785 et en 1793, Bois-Benatre en 1801 et en 1837.
Le toponyme Boisbenâtre est tardif, de formation romane, constitué de l'appellatif bois et du nom de famille Bénastre, soit « le bois de (la famille) Benastre »,.
Le gentilé est Coulouvréen.

## Histoire
En 1850, Coulouvray (1 505 habitants en 1846) absorbe la commune calvadosienne de Boisbenâtre (204 habitants),, au nord du territoire.
En 1789, le dernier seigneur de Coulouvray était Gilles Philippe Danjou. Les Danjou portaient : d'argent à deux chevrons brisés d'or accompagné de trois grappes de raisin.
Le village est libéré le 2 août 1944 par le général Barton.

### Une mentalité à part dans le Bocage au début duXXesiècle[55]
À cette époque la commune devait sa vitalité à trois corporations d'artisans qui lui conféraient une mentalité à part. Elle était notée profondément républicaine par les services départementaux. Il y avait des chaudronniers-étameurs. Ces fondeurs itinérants, disparus dans les années 1920-1925, refaisaient à neuf les couverts qu'ils fondaient. Les sabotiers, eux, travaillaient à partir du hêtre, très présent dans la forêt avoisinante. Enfin les tailleurs de pierre (jusqu'au XVIIIe siècle), les piqueurs de granite (piquaou) n'exploitaient que les abondantes boules de pierres grises. Quand apparut la poudre noire pour éclater les blocs, cinq importantes carrières s'ouvrirent dans la commune. Elles produisaient du beau granite pour les édifices, pierres d'angles, pourtour des fenêtres et des portes, monuments funéraires.
De véritables artistes exécutaient des travaux remarquables, par exemple les gargouilles de Notre-Dame d'Avranches, ou le chemin de croix à la Chapelle-sur-Vire. Après la guerre 1914, deux ateliers de taille sont établis avec chacun quinze tailleurs. Puis vint le grand moment du pavé de rue. Arrivent à ce moment des ouvriers tchèques, polonais, belges, espagnols. Après 1945, la reconstruction fait beaucoup appel au granite… mais finis les pavés !

### Une profession très organisée
La profession très importante à la fin du XIXe siècle, s'était déjà organisée. Héritiers du compagnonnage, les granitiers avaient formé un noyau syndical assez puissant pour défendre la profession et obtenir certains avantages. Les granitiers ont bénéficié de la première convention collective de France. Les patrons granitiers, nombreux, avaient formé un syndicat des entrepreneurs granitiers de Basse-Normandie dont le siège était à Vire. Patrons et délégués du syndicat ouvrier avaient établi un tarif concernant le travail du granit ou tout était prévu très précisément. L'ouvrier travaillait librement sur son morceau et savait le prix qu'il en recevrait. Ce tarif est resté en vigueur dans la profession jusqu'à l'arrivée de la réglementation horaire du travail.

## Politique et administration
| Période                                  | Période        | Identité            | Étiquette | Qualité  |
| ---------------------------------------- | -------------- | ------------------- | --------- | -------- |
| 1945                                     | 1971           | Maximilien Chérencé |           |          |
| 1971                                     | 1983           | René Chales         |           |          |
| 1983                                     | 1989           | Léon Pellerin       |           |          |
| 1989                                     | 1995           | Pierre Leveillé     |           |          |
| 1995                                     | 4 juillet 2020 | Denis Lepage        | SE        | Employé  |
| juillet 2020                             | En cours       | Daniel Tourgis      | SE        | Retraité |
| Les données manquantes sont à compléter. |                |                     |           |          |

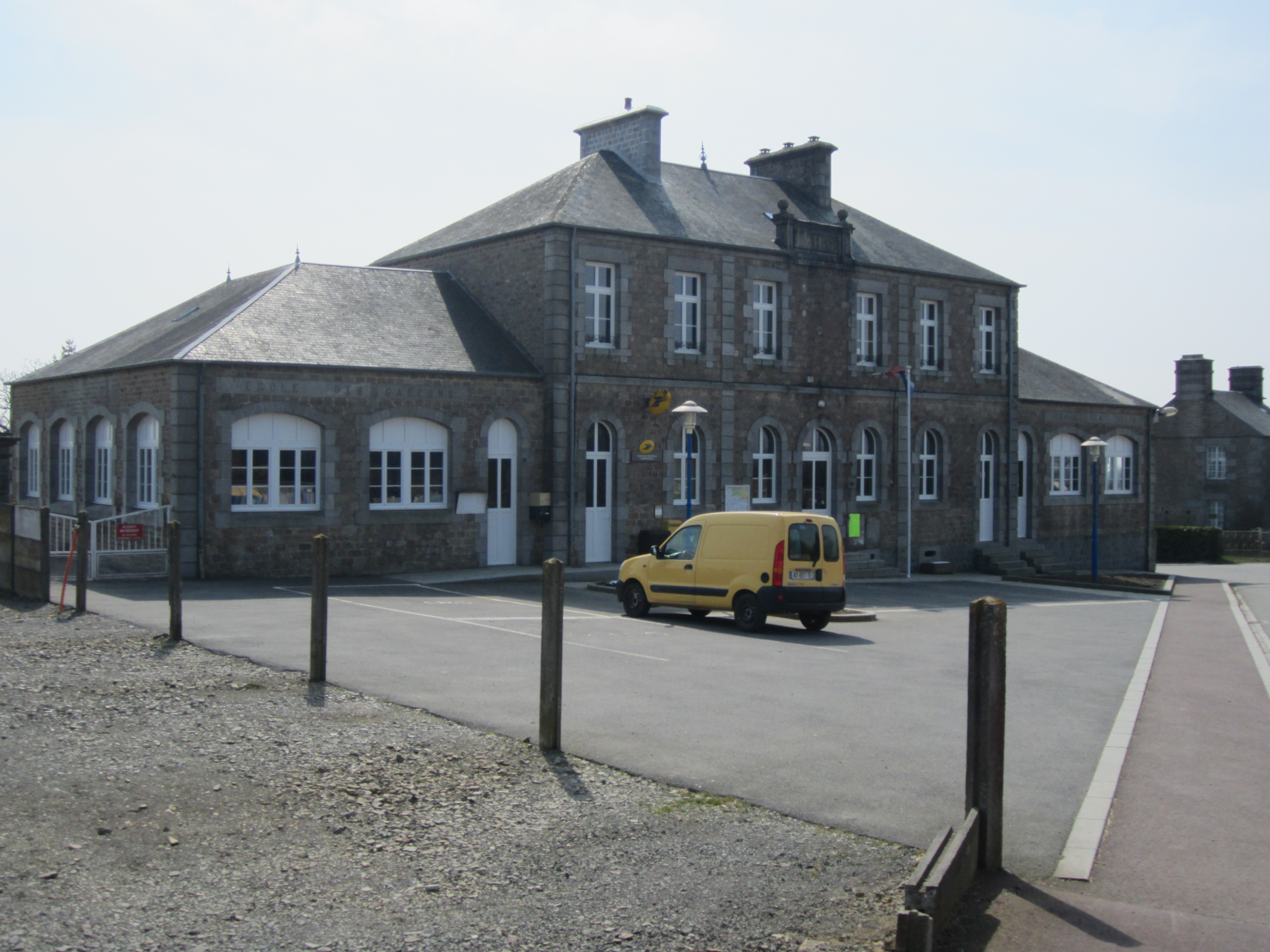
La mairie.

Le conseil municipal est composé de quinze membres dont le maire et deux adjoints.

## Démographie
L'évolution du nombre d'habitants est connue à travers les recensements de la population effectués dans la commune depuis 1793. Pour les communes de moins de 10 000 habitants, une enquête de recensement portant sur toute la population est réalisée tous les cinq ans, les populations de référence des années intermédiaires étant quant à elles estimées par interpolation ou extrapolation. Pour la commune, le premier recensement exhaustif entrant dans le cadre du nouveau dispositif a été réalisé en 2005.
En 2022, la commune comptait 529 habitants, en évolution de −5,2 % par rapport à 2016 (Manche : −0,31 %, France hors Mayotte : +2,11 %).
Au recensement de 2012, Coulouvray-Boisbenâtre est la commune la plus peuplée du canton de Saint-Pois.
| 1793  | 1800  | 1806  | 1821  | 1831  | 1836  | 1841  | 1846  | 1851  |
| ----- | ----- | ----- | ----- | ----- | ----- | ----- | ----- | ----- |
| 1 200 | 1 285 | 1 131 | 1 194 | 1 275 | 1 315 | 1 400 | 1 505 | 1 711 |

| 1856  | 1861  | 1866  | 1872  | 1876  | 1881  | 1886  | 1891  | 1896  |
| ----- | ----- | ----- | ----- | ----- | ----- | ----- | ----- | ----- |
| 1 508 | 1 605 | 1 607 | 1 513 | 1 390 | 1 417 | 1 337 | 1 352 | 1 358 |

| 1901  | 1906  | 1911  | 1921  | 1926  | 1931  | 1936  | 1946 | 1954 |
| ----- | ----- | ----- | ----- | ----- | ----- | ----- | ---- | ---- |
| 1 252 | 1 214 | 1 115 | 1 051 | 1 074 | 1 047 | 1 019 | 932  | 940  |

| 1962 | 1968 | 1975 | 1982 | 1990 | 1999 | 2005 | 2006 | 2010 |
| ---- | ---- | ---- | ---- | ---- | ---- | ---- | ---- | ---- |
| 922  | 829  | 729  | 674  | 593  | 537  | 561  | 562  | 540  |

| 2015 | 2020 | 2022 | - | - | - | - | - | - |
| ---- | ---- | ---- | - | - | - | - | - | - |
| 553  | 530  | 529  | - | - | - | - | - | - |

| 1793 | 1800 | 1806 | 1821 | 1831 | 1836 | 1841 | 1846 |
| ---- | ---- | ---- | ---- | ---- | ---- | ---- | ---- |
| 192  | 182  | 182  | 210  | 187  | 196  | 203  | 204  |

## Lieux et monuments
- Église Notre-Dame (XIIe, XVIe – XIXe siècles) d'origine romane, reconstruite en 1842, et restaurée en 1933, avec une verrière du XXe de Charles Champigneulle. Elle abrite les statuettes d'une Vierge douloureuse et de saint Jean (XVIe) et un tableau des victimes de la Première Guerre mondiale[50].
- Chapelle Saint-Benoît du XVIe siècle.
- Croix de cimetière (XVIIIe siècle), croix de chemin D 563/350 (XIXe siècle), la Croisette (XVIIe siècle), la Motte (XIXe siècle), la Térourie (XIXe siècle), la Guillerie (XVIIIe siècle)[50].
- Croix de l'ancien cimetière (1820), près de l'église.
- Château de la Tullière et sa chapelle (XVIe siècle).
- Anciens moulins de Boisbenâtre et de Coulouvray.
- La Pierre au coq, menhir mégalithique à la Mazurie.

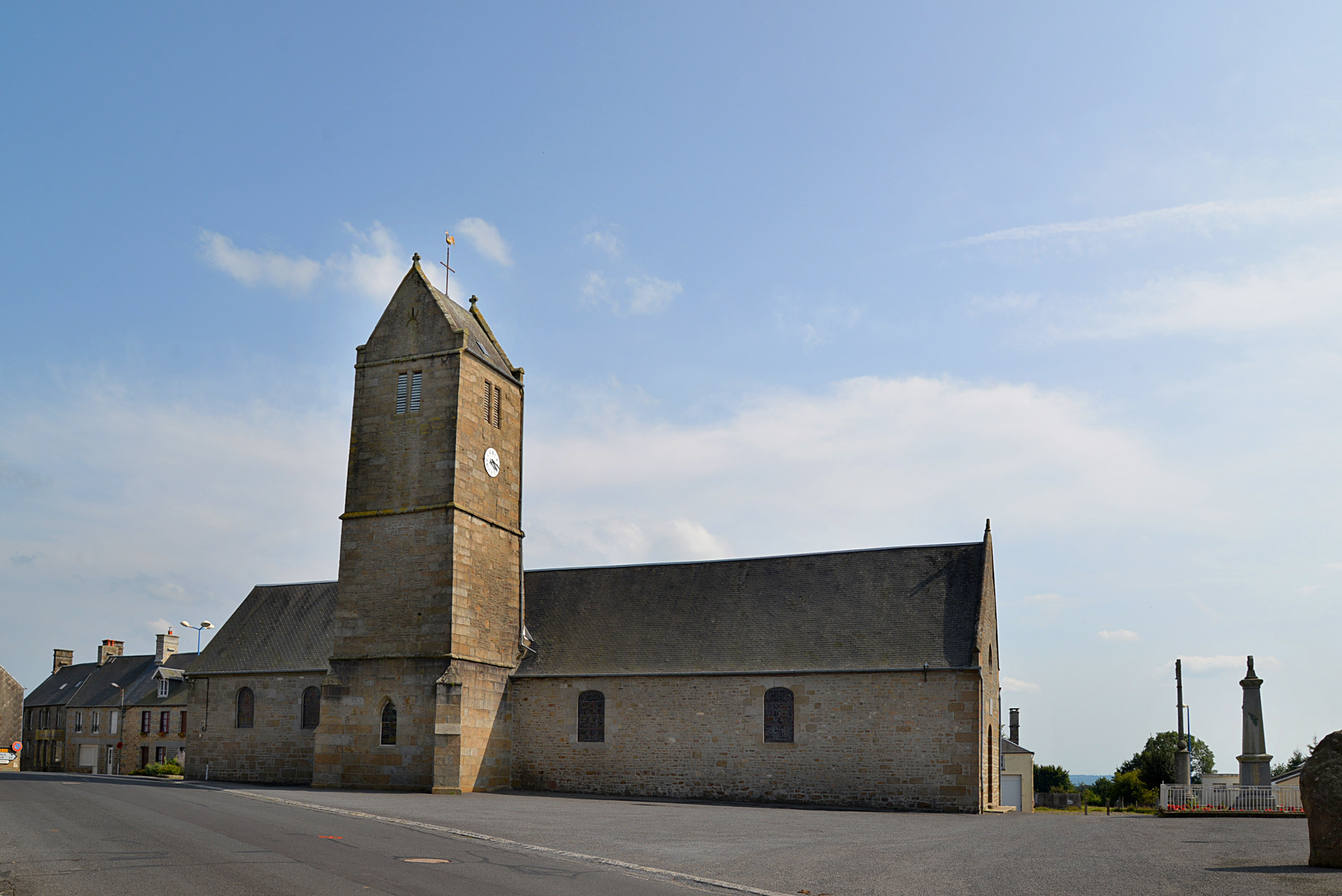
L’église Notre-Dame.
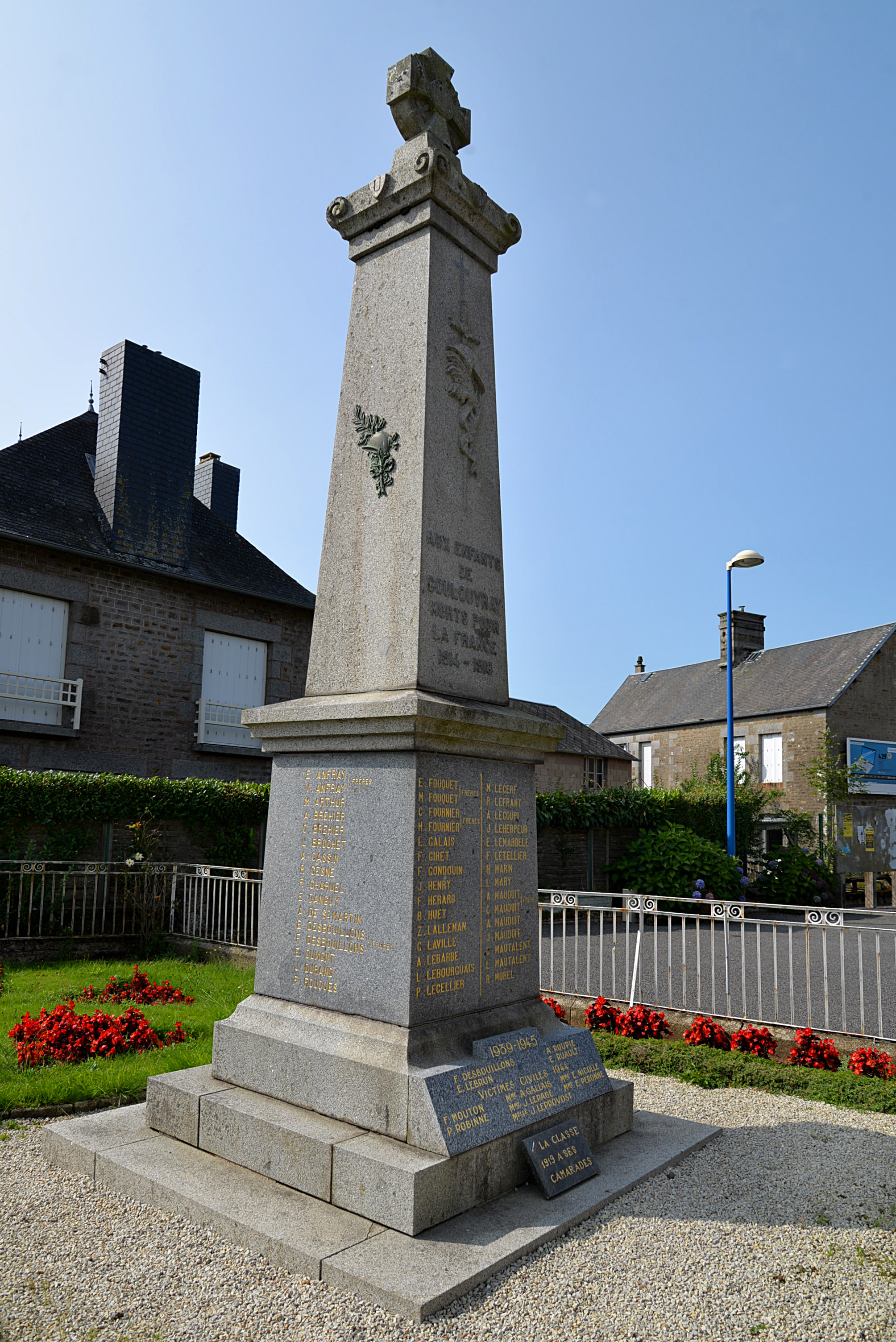
Le monument aux morts.

## Activité et manifestations
- Fête Madeleine en juillet.

## Personnalités liées à la commune
- Victoire Babois (1760, Basbois - 1829), poétesse. Une rue du village porte son nom.